# Jardín Botánico de la Universidad de Osnabrück

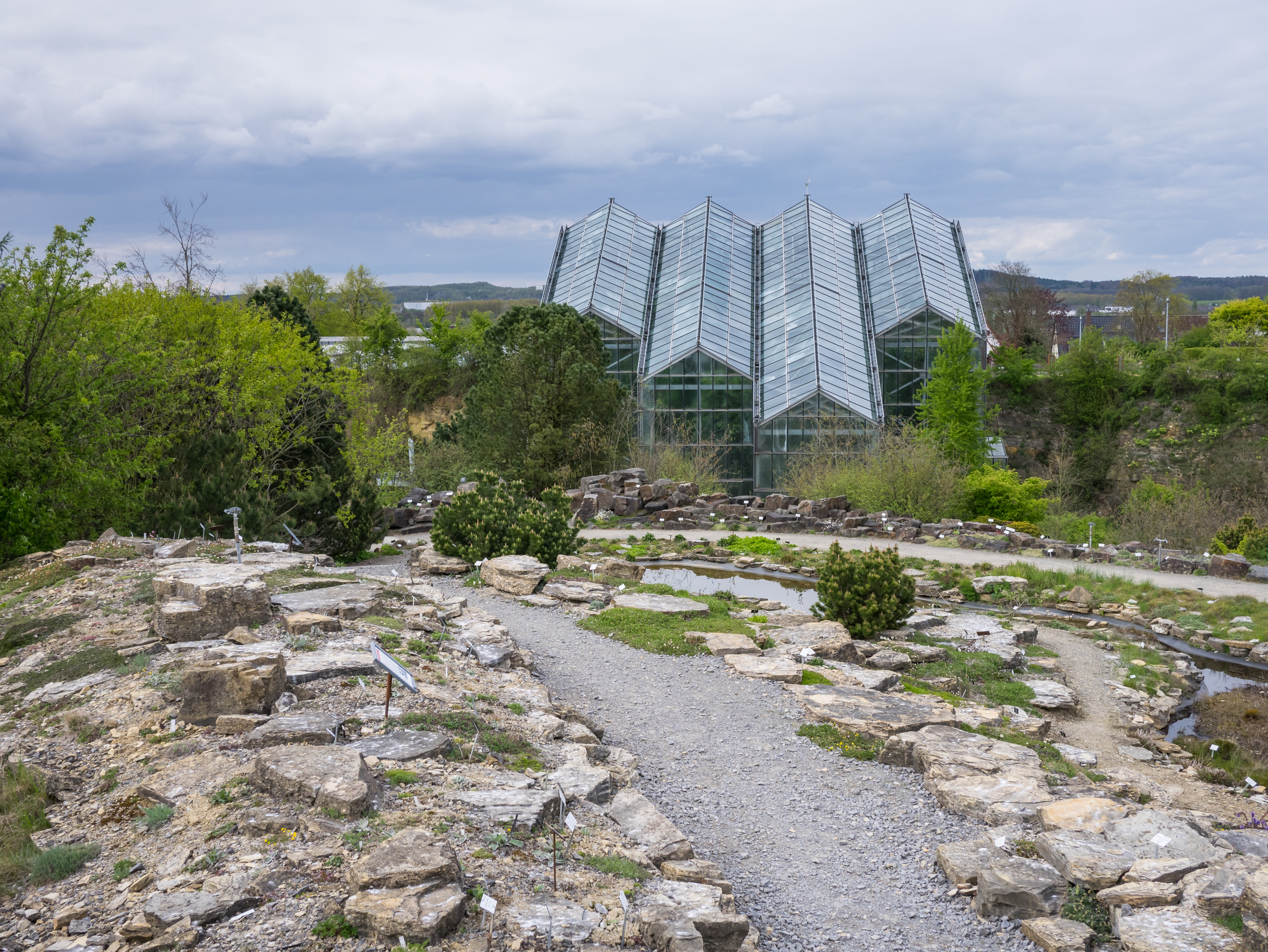
Botanischer Garten der Universität Osnabrück.

El Jardín botánico de la Universidad de Osnabrück (en alemán : Botanischer Garten der Universität Osnabrück también conocido como Botanischer Garten Osnabrück) es un jardín botánico de 8,6 hectáreas, administrado por la Universidad de Osnabrück, Alemania. Su código de reconocimiento internacional como institución botánica así como de su herbario es OSN.

## Localización
Botanischer Garten der Universität Osnabrück, Albrechtstrasse 29, D-43076 Osnabrück, Baja Sajonia, Deuschtland-Alemania.52°16′53.76″N 8°1′40.44″E / 52.2816000, 8.0279000
Está abierto a diario excepto los sábados en los meses más fríos del año.

## Historia
El jardín botánico fue creado en 1984. 

## Colecciones

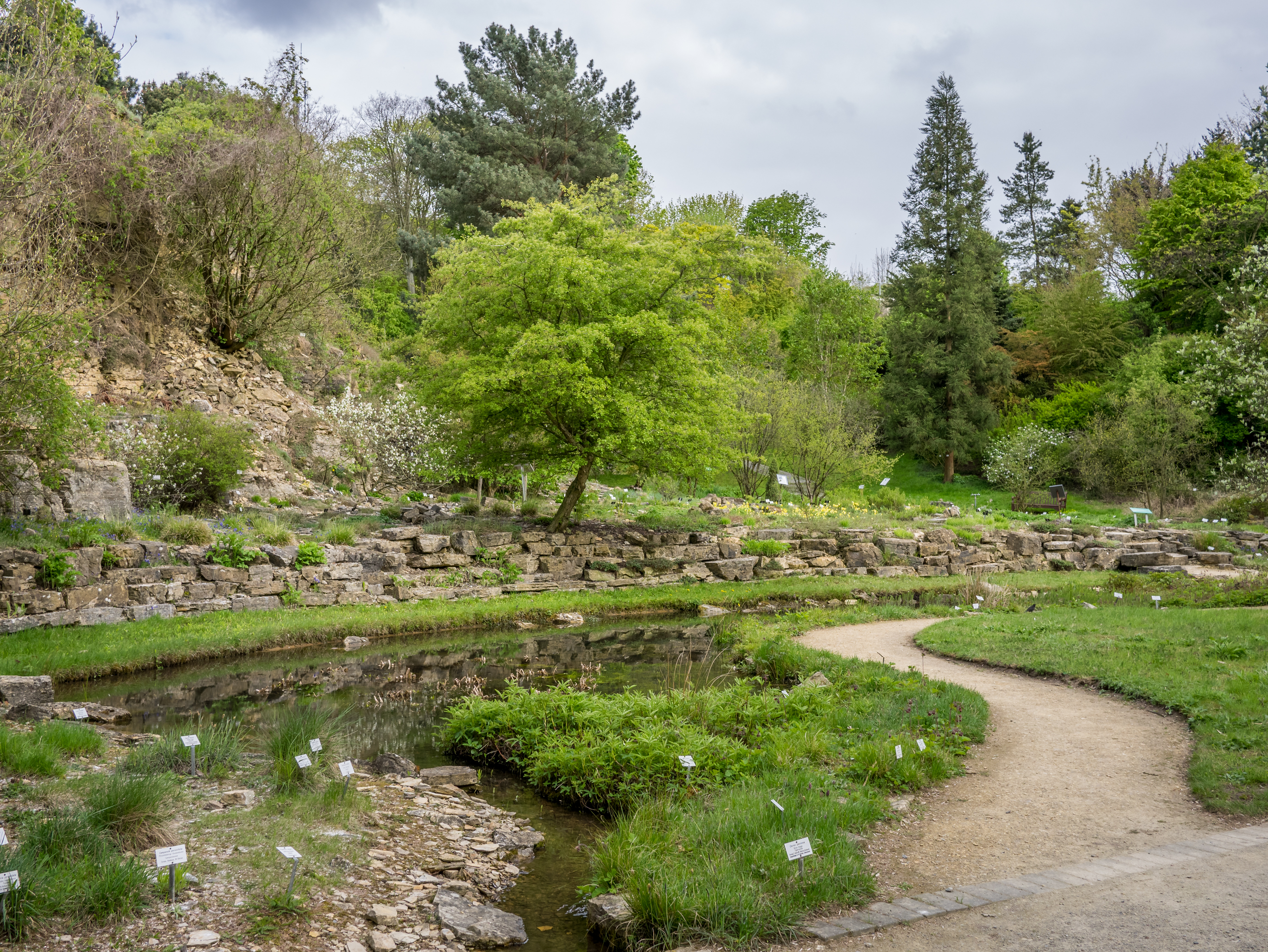
La sección „Schwäbische Alb“ en el "Botanischen Garten Osnabrück".

El jardín botánico alberga colecciones de:
- Plantas de la región mediterránea ,
- Colección de plantas de Norteamérica,
- Plantas del extremo oriente Japón, y China, exhibidas en secciones geográficas.
- Alpinum con plantas de la región del Jura de Suabia,
- Plantas medicinales,
- Colección de helechos,
- Colección de brezos.
- Invernaderos entre los que se incluye un hábitat de  selva (abierto en 1998), colecciones de Brassicaceae y Salicaceae,
- El banco de germoplasma Loki Schmidt de plantas silvestres, este banco de semillas contiene 14,000 accesiones  representando 1,750 especie (1994 figuras).